# طبقه وسط
طبقه وسط، یک مجموعه تلویزیونی، محصول سال ۱۳۸۰ به کارگردانی مهران غفوریان می‌باشد که از شبکه پنج، پخش شد.

## بازیگران
- یوسف صیادی در نقش کیوان
- ابراهیم آبادی
- بیژن بنفشه‌خواه در نقش بهروز
- محسن قاضی‌مرادی
- محمود بنفشه‌خواه
- مهران غفوریان در نقش خسرو
- نصرالله رادش در نقش هرمز[۱]